# Arrampicamento
L’arrampicamento è un processo attraverso il quale un solido si sposta lungo le pareti di un recipiente umido o su supporti quali carta.
Per evitare questo fenomeno, quando si filtrano precipitati si evita di riempire il filtro eccessivamente (si riempie per circa 2/3).